# Relaciones Estados Unidos-Panamá
Las relaciones Estados Unidos-Panamá son las relaciones exteriores entre Panamá y Estados Unidos.
Según el Informe de Liderazgo Global de Estados Unidos de 2012, el 32% de los demócratas de Panamá aprueban el liderazgo de Estados Unidos, con un 16% de desaprobación y un 52% de incertidumbre.

## Visión de conjunto

### Separación de Panamá e intervención de Estados Unidos
El 4 de noviembre de 1903, el apoyo inmediato de los Estados Unidos garantizó la Declaración de Separación de Panamá de Colombia. A cambio, Panamá firmó el Tratado Hay-Bunau Varilla tres semanas después, otorgando a los Estados Unidos derechos soberanos sobre el canal interoceánico que se construiría durante la década siguiente.

## Relaciones durante elsigloXX

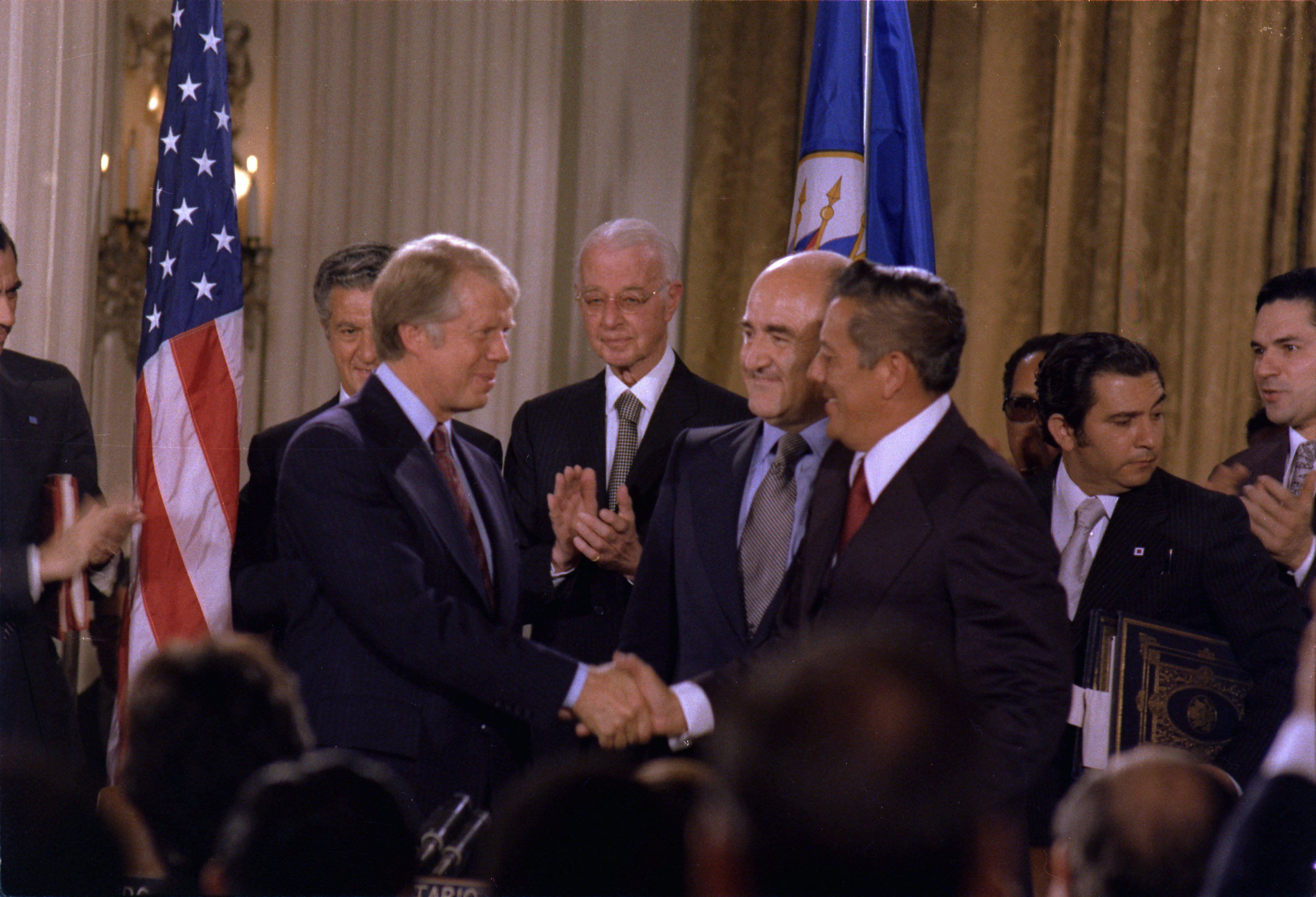
El presidente estadounidense Jimmy Carter y el jefe del gobierno panameño Omar Torrijos después de firmar los Tratados Torrijos-Carter de 1977.

La evolución de la relación entre Panamá y Estados Unidos ha seguido el patrón de un proyecto panameño para la recuperación del territorio del Canal de Panamá, proyecto que se hizo público tras los sucesos del 9 de enero de 1964, conocidos en Panamá como Día de los Mártires, en el que un disturbio sobre el derecho a levantar la bandera panameña en la Escuela Secundaria de Balboa se convirtió en la vecindad del Canal de Panamá.
Los años siguientes tuvieron un largo proceso de negociación con los Estados Unidos, culminando con los Tratados Torrijos-Carter, en los que la transferencia del Canal de Panamá a Panamá estaba terminada en diciembre de 1999. El proceso de transición, sin embargo, se vio dificultado por la existencia del régimen militar de facto de Manuel Antonio Noriega en Panamá de 1982 a 1989.
Los Tratados del Canal de Panamá de 1977 entraron en vigor el 1 de octubre de 1979. Sustituyeron el Tratado Hay-Bunau Varilla de 1903 entre los Estados Unidos y Panamá (modificado en 1936 y 1955), y todos los otros Estados Unidos - Acuerdos de Panamá sobre el Canal de Panamá, que estaban en vigor en esa fecha. Los tratados constituyen un tratado básico que rige el funcionamiento y la defensa del Canal desde el 1 de octubre de 1979 hasta el 31 de diciembre de 1999 (Tratado del Canal de Panamá) y un tratado que garantiza la neutralidad permanente del Canal (Tratado de Neutralidad).
Los detalles de los arreglos para el funcionamiento de los Estados Unidos y la defensa del Canal bajo el Tratado del Canal de Panamá están detallados en acuerdos de implementación separados. La zona del Canal de Panamá y su gobierno dejaron de existir cuando los tratados entraron en vigor y Panamá asumió la plena jurisdicción sobre los territorios y funciones de la Zona del Canal, proceso finalizado el 31 de diciembre de 1999.

### Invasión de los Estados Unidos de Panamá

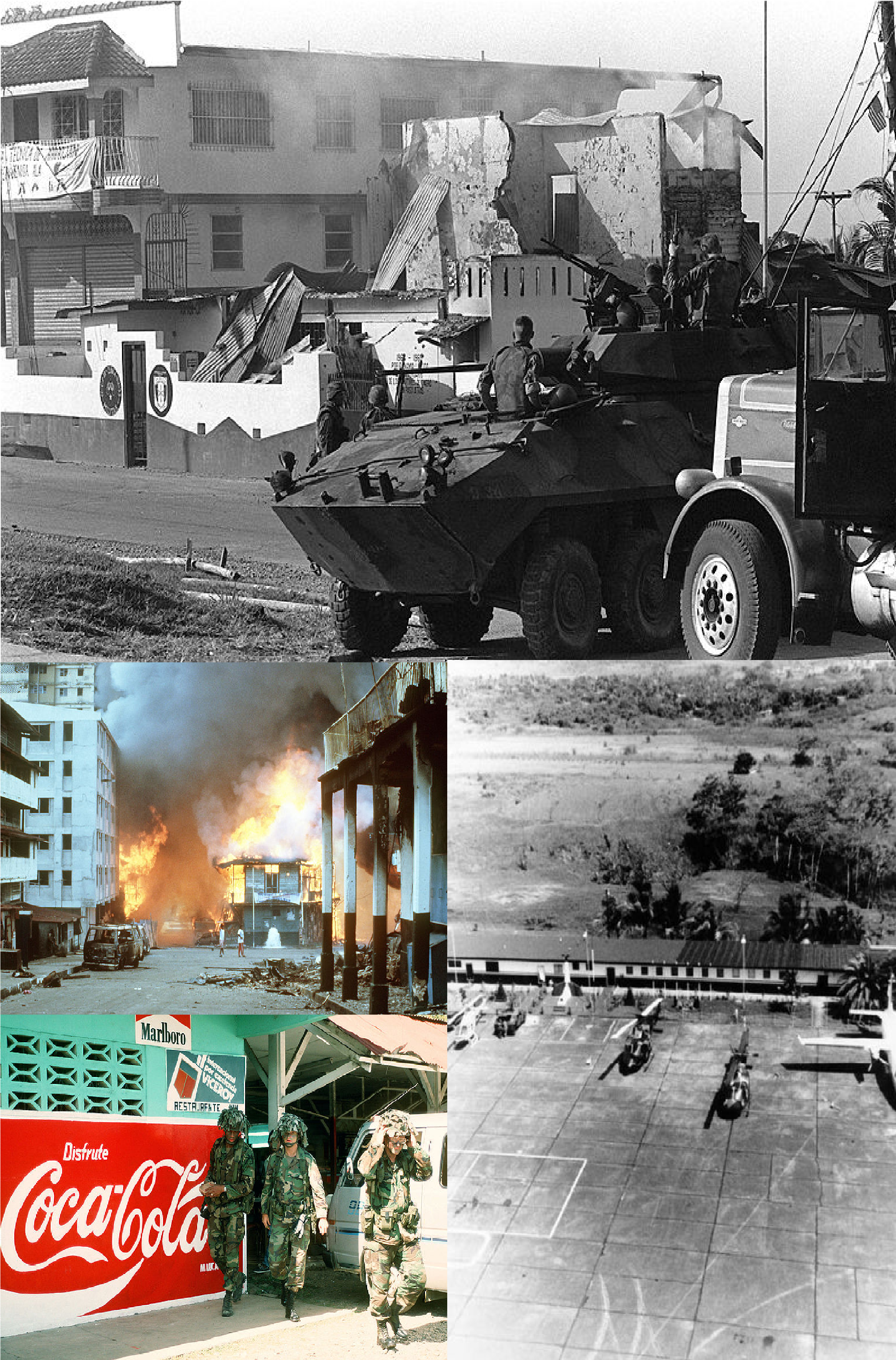
Invasión estadounidense de Panamá de 1989

El 20 de diciembre de 1989, para detener a Manuel Antonio Noriega, Estados Unidos invadió Panamá. La intervención militar ayudó a jurar en el poder a los triunfadores de las elecciones de mayo de 1989, el presidente Guillermo Endara.
La Historia de las Relaciones entre Panamá y los Estados Unidos es un curso obligatorio en el plan de estudios de la Escuela Secundaria Pública de Panamá.

## Historia reciente
Los Estados Unidos cooperan con el gobierno panameño para promover el desarrollo económico, político, de seguridad y social a través de los Estados Unidos y agencias internacionales. Los lazos culturales entre los dos países son fuertes, y muchos panameños van a los Estados Unidos para educación superior y entrenamiento avanzado. El canal de Panamá fue construido en 1905. En 2007, los Estados Unidos y Panamá se asociaron para lanzar un centro regional de capacitación de trabajadores de la salud. El centro ofrece capacitación a trabajadores comunitarios de la salud en Panamá y en Centroamérica. Cerca de 25,000 ciudadanos estadounidenses residen en Panamá, muchos jubilados de la Comisión del Canal de Panamá (PCC) y personas que tienen doble nacionalidad. También hay un enclave en rápido crecimiento de jubilados estadounidenses en la provincia de Chiriquí, en el oeste de Panamá.
Panamá continúa luchando contra el narcotráfico ilegal y el comercio de armas. La proximidad del país a las principales naciones productoras de cocaína y su papel como una encrucijada comercial y financiera lo convierten en un país de especial importancia a este respecto. El Gobierno panameño ha concertado acuerdos con los Estados Unidos sobre la aplicación de la ley marítima, la lucha contra el terrorismo, la lucha contra el narcotráfico y el robo de vehículos. Una investigación de tres años por parte de la Oficina de Fiscales de Drogas (DPO), la PTJ y varios otros organismos encargados de hacer cumplir la ley en la región culminaron con el arresto en Brasil de Pablo Rayo Montano, un jefe del narcotráfico nacido en Colombia. Los activos localizados en Panamá pertenecientes a su cártel de la droga estaban entre los que fueron capturados por el Gobierno de Panamá después de su acusación por un tribunal federal estadounidense en Miami. En marzo de 2007, la Guardia Costera de los Estados Unidos, en cooperación con el Gobierno de Panamá, incautó más de 38.000 libras de cocaína frente a la costa de Panamá, la mayor incautación de drogas en el Pacífico oriental.
En el campo de la inversión económica, el gobierno panameño ha tenido éxito en el cumplimiento de los derechos de propiedad intelectual y ha firmado un Tratado de Inversión Bilateral con los Estados Unidos y un acuerdo Con la Corporación de Inversión Privada de Ultramar (Overseas Private Investment Corporation). A pesar de que el lavado de dinero sigue siendo un problema, Panamá aprobó en 2000 reformas significativas para fortalecer su cooperación contra los delitos financieros internacionales.
En enero de 2005, Panamá envió a supervisores electorales a Irak como parte de la Misión Internacional para las Elecciones Iraquíes para monitorear las elecciones nacionales.

## Oficiales de la Embajada de los Estados Unidos
- Embajador – Jonathan D. Farrar
- Jefe Adjunto de Misión - John Law

## Misiones diplomáticas

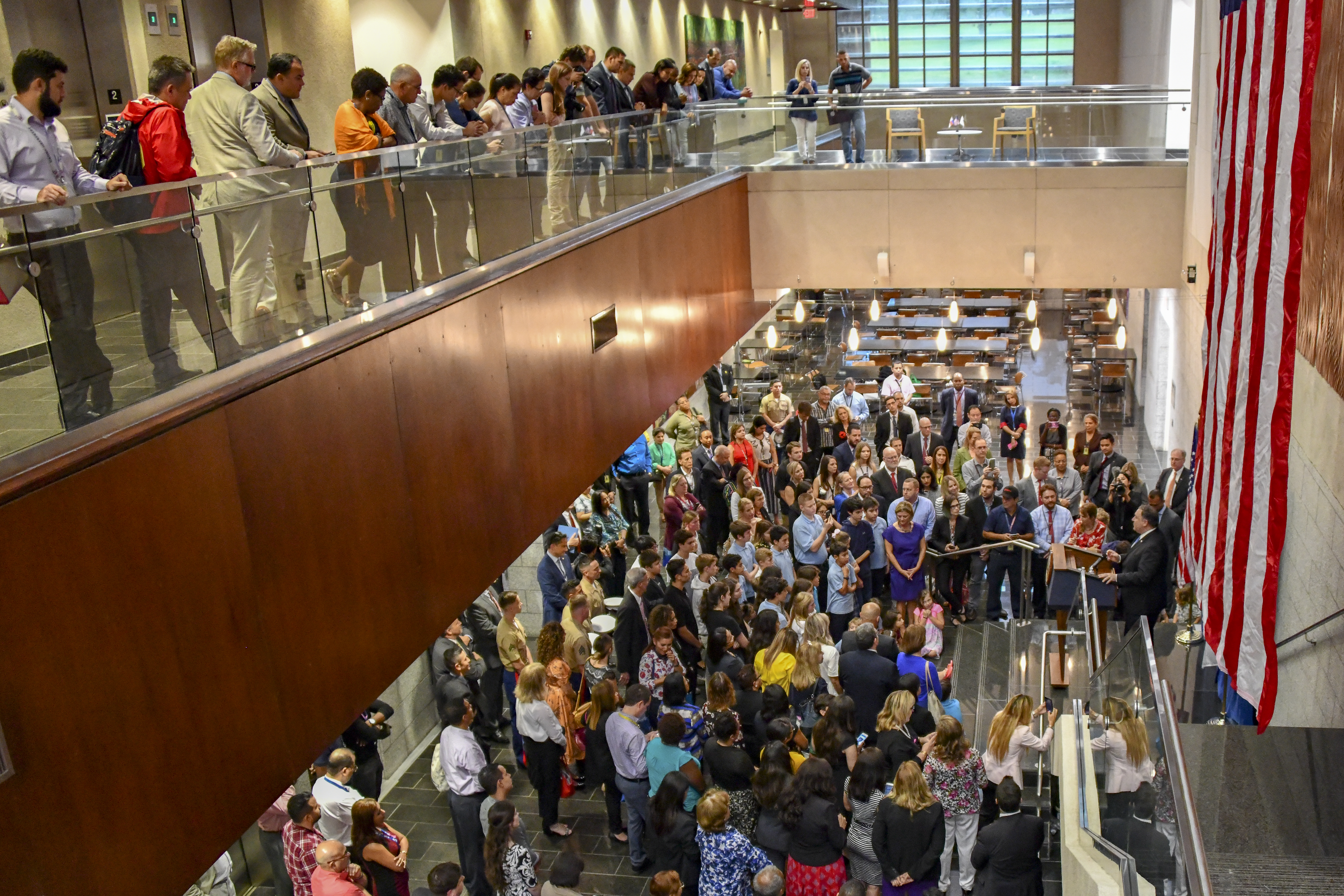
El secretario de Estado de Estados Unidos, Mike Pompeo, habla en la embajada de Estados Unidos en la Ciudad de Panamá en 2018.

La Embajada de los Estados Unidos en Panamá se encuentra en la Ciudad de Panamá. En 1938 el sitio en la Avenida Balboa fue arrendado al Gobierno de Panamá por 99 años. El edificio de la cancillería fue construido bajo la supervisión de la Oficina de Edificios Extranjeros del Departamento de Estado en 1941. El costo total de la tierra y la construcción fue de $366,719. La primera misión diplomática de los Estados Unidos de América en la República de Panamá se estableció en 1904, un año después de que Panamá lograra la independencia de Colombia el 3 de noviembre de 1903. El primer ministro plenipotenciario de Estados Unidos en Panamá fue William I. Buchanan (Covington Miami, Ohio). La Legación estadounidense estuvo durante muchos años ubicada en la esquina de la Avenida Central y calle cuarta. Fue elevada a la posición de Embajada en 1939 y se trasladó a su ubicación en la Avenida Balboa el 2 de abril de 1942. 
Los Estados Unidos establecieron por primera vez una oficina consular en Panamá en 1823 cuando Panamá era un departamento de Colombia. Se convirtió en un Consulado General el 3 de septiembre de 1884 y se combinó con la Embajada el 6 de abril de 1942. Los primeros registros disponibles del Consulado datan de 1910 cuando el Consulado se ubicó en el Edificio Diario de Panamá cerca del Palacio Presidencial. Luego fue trasladado al edificio de la Marina frente al Palacio Presidencial. Posteriormente se trasladó a varios otros edificios en la Ciudad de Panamá, antes de llegar a su actual ubicación en el Edificio 783, Clayton. También hay un puesto virtual en Colón.
Panamá mantiene una embajada en Washington.